# Воля-Дембінська
Воля-Дембінська (пол. Wola Dębińska) — село в Польщі, у гміні Дембно Бжеського повіту Малопольського воєводства.
Населення — 1683 особи (2011).
У 1975-1998 роках село належало до Тарновського воєводства.

## Демографія
Демографічна структура станом на 31 березня 2011 року:
|          | Загалом | Допрацездатний вік | Працездатний вік | Постпрацездатний вік |
| -------- | ------- | ------------------ | ---------------- | -------------------- |
| Чоловіки | 865     | 220                | 586              | 59                   |
| Жінки    | 818     | 193                | 515              | 110                  |
| Разом    | 1683    | 413                | 1101             | 169                  |